# Signo de Darier

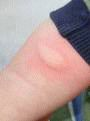
Al acariciar la piel, se produce una reacción anafilactoide subcutánea localizada con desgranulación de mastocitos y erupción cutánea urticarial.

El signo de Darier es un signo clínico observado después de raspar con un objeto romo superficialmente la piel de una persona con mastocitosis sistémica o urticaria pigmentosa.

## Interpretación
La fisiopatología del signo de Darier implica la desgranulación de los mastocitos, que se encuentran en mayor número e hiperactivos en estas enfermedades. Al presionar la piel, comprimirlos y estimularlos liberan gránulos con mediadores de la inflamación que contienen, entre otras sustancias, la amina imidazólica histamina. Es la histamina la responsable de la respuesta observada después de frotar la piel lesionada, que consiste principalmente en la zona eritematosa, pruriginosa y con uno o varios habones confinados a los bordes de la lesión. Pueden tardar en aparecer varios minutos, habitualmente entre 5 y 10 minutos.
El signo de Darier es un hallazgo muy específico de la presencia de mastocitosis, y se considera patognomónico de la mastocitosis cutánea. A pesar de esto, también se ha descrito el signo de Darier en casos de leucemia cutánea, linfoma no Hodgkin, linfoma cutáneo de células T grandes e histiocitosis X.

## Epónimo
El signo de Darier lleva el nombre del dermatólogo francés Ferdinand-Jean Darier, autor de la primera descripción del signo.